# Petaurus biacensis
Petaurus biacensis is een zoogdier uit de familie van de buideleekhoorns (Petauridae). De wetenschappelijke naam van de soort werd voor het eerst geldig gepubliceerd door Frederick Ulmer in 1940.

## Voorkomen
De soort komt voor op de Schouteneilanden (Biak, Owi en Supiori) in Indonesië.